# پودیشین
پودیشین (به چکی: Poděšín) یک منطقهٔ مسکونی در جمهوری چک است که در ناحیه ژدار ناد سازاووو واقع شده‌است. پودیشین ۶٫۸۷ کیلومتر مربع مساحت و ۲۴۸ نفر جمعیت دارد و ۵۶۲ متر بالاتر از سطح دریا واقع شده‌است.